# Canan Dağdeviren
Canan Dağdeviren, née le 4 mai 1985 à Istanbul, est une physicienne turque. 

## Biographie

### Jeunesse et études
Canan Dağdeviren naît le 4 mai 1985 à Istanbul. Sa vocation scientifique est notamment due à la lecture de deux livres, une biographie de Marie Curie offerte par son père, ainsi que les mémoires d'Erdal İnönü offertes par ce dernier.
Elle suit un cursus scolaire dans la province de Kocaeli, puis une licence à l'université Hacettepe, dans le département d'ingénierie physique, obtenue en 2007, ainsi qu'un master en science et ingénierie des matériaux à l'université de Sabancı (tr), obtenu en 2009. Une bourse du programme Fulbright, obtenue la même année, lui permet de mener un doctorat à l'Université de l'Illinois à Urbana-Champaign.

### Carrière et recherches
Dès son doctorat, Canan Dağdeviren se spécialise dans le génie biomédical, plus précisément dans la conception de dispositifs flexibles permettant de relever des données biométriques. Elle met ainsi au point une puce cardiaque portable sans pile et un dispositif permettant de diagnostiquer le cancer de la peau,.
En 2015, à la suite du décès de sa tante atteinte d'un cancer du sein, elle décide de créer un dispositif de détection ne nécessitant pas de mammographie. Le dispositif qu'elle imagine est en effet intégré au soutien-gorge et utilise des ultrasons et non des rayons X,.